# Índice Herfindahl
O índice Herfindahl (também conhecido como índice Herfindahl–Hirschman, ou IHH) é uma medida da dimensão das empresas relativamente à sua indústria e um indicador do grau de concorrência entre elas. Assim chamado a partir do nome dos economistas Orris C. Herfindahl e Albert O. Hirschman, é um conceito económico amplamente utilizado na aplicação das regras da defesa da concorrência, da regulação antitrust e também da gestão da tecnologia.
Define-se como a soma dos quadrados das quotas de mercado (em inglês, "market share") das empresas que compõem o ramo de atividade (por vezes limitadas às 50 maiores empresas), em que as quotas de mercado são expressas em valores decimais (ou, de forma equivalente, em percentagens).
Assim, considerando as quotas em valores decimais, o índice pode variar entre 0 a 1, tendendo para 0 quando há um número enorme de pequenas empresas (mercado competitivo) e para 1 quando há poucas empresas (mercado oligopolista); no limite, havendo apenas um produtor (monopólio), o índice será 1. Portanto, quanto maior o índice, maior o nível de concentração.
Se, alternativamente, é calculado com percentagens, o índice pode variar entre 0 e 10,000 "pontos". Por exemplo, um índice de 0,25 (usando decimais) é o mesmo de 2.500 pontos (usando percentagens).
A grande vantagem do índice Herfindahl em relação a outras medidas, como o rácio de concentração, é porque dá um peso maior às empresas maiores.

## Fórmula
Segundo a definição, o índice Herfindahl (H) obtém-se por:
{\displaystyle H=\sum _{i=1}^{N}q_{i}^{2}}
em que qi é a quota de mercado da empresa i no mercado, e N é o número de empresas. Assim, num mercado com duas empresas em que cada uma tem uma quota de mercado de 50 porcento, o índice Herfindahl é igual a
0,502 + 0,502 = 1/2 = 0,5.
O índice Herfindahl (H) varia de 1/N até 1, em que N é o número de empresas no mercado. De forma equivalente, se as percentagens são usadas como números inteiros, com 75 em vez de 0,75, o índice pode ascender a 1002, ou 10.000.
Um H abaixo de 0,01 (ou de 100) indica um mercado altamente concorrencial.

Um H abaixo de 0,15 (ou de 1,500) indica um sector não concentrado.

Um H entre 0,15 e 0,25 (ou entre 1.500 e 2.500) indica uma concentração moderada.

Um H acima de 0,25 (acima de 2.500) indica uma elevada concentração.
Um valor pequeno do índice indica uma indústria onde existe concorrência não tendo empresas dominantes. Se todas as empresas têm uma quota de mercado igual, o inverso do índice dá-nos o número das empresas da indústria. Quando as empresas têm quotas desiguais, o inverso do indice indica o número "equivalente" de empresas na indústria. Usando o Caso 2 dos Exemplos (secção seguinte), concluimos que a estrutura de mercado é equivalente a ter 1,55521 empresas com a mesma dimensão.
Quando todas as empresas de uma indústria, ou ramo de actividade, têm quotas de mercado iguais, H = 1/N. O índice Herfindahl está correlacionado com o número de empresas de uma indústria porque o seu nível inferior quando há N empresas é 1/N.  Uma indústria com 3 empresas não pode ter um índice Herfindahl igual ao de uma indústria com 20 empresas, desde que as empresas tenham quotas de mercado iguais. Mas se as quotas de mercado de uma indústria com 20 empresas não são iguais, o Herfindahl pode ser maior do que o de uma indústria com 3 empresas com quotas de mercado iguais (p.e., se uma das empresas tem 81% do mercado e as remanescentes 19 têm 1% cada o H=0.658, o que é superior a 1/3 = 0,333).  Um Herfindahl maior significa que nessa indústria há uma menor competição.

## Índice Herfindahl normalizado
Também há um índice Herfindahl normalizado. Enquanto o índice Herfindahl varia entre 1/N e 1, o índice Herfindahl normalizado varia entre 0 e 1. É calculado do seguinte modo:
{\displaystyle H^{*}={\left(H-1/N\right) \over 1-1/N}} para N > 1 e
{\displaystyle H^{*}=1}  para N = 1
em que, de novo, N é o número de empresas no mercado, e H é o Índice Herfindahl básico, como definido antes. Usando o índice Herfindahl normalizado, a informação acerca do número total de participantes (N) perde-se, como se mostra no seguinte exemplo: Suponha-se um mercado com duas empresas com uma igual quota de mercado; H = 1/N = 1/2 = 0,5 e H* = 0. Comparemos agora com uma situação em que há três empresas e, de novo, com uma igual quota de mercado; H = 1/N = 1/3 = 0,333..., enquanto H* = 0, tal como na situação com 2 empresas. O mercado com três empresas é menos concentrado embora tal não seja óbvio considerando apenas o H*. Assim, o índice Herfindahl normalizado pode servir como medida de distribuição igualitária, mas é menos adequado quando há concentração no mercado, ou indústria.

## Exemplos
Por exemplo, consideremos dois casos em que as seis maiores empresas produzem 90% dos produtos num mercado. Em qualquer dos casos, admitamos que os remanescentes 10% da produção estão divididos entre 10 produtores de igual dimensão.
- Caso 1: Todas as seis maiores empresas produzem 15% cada uma.
- Caso 2: A maior empresa produz 80% e as cinco maiores empresas seguintes produzem 2% cada uma.

O rácio de concentração das seis-empresas seria igual a 90% tanto no Caso 1 como no Caso 2. Mas no primeiro caso existe uma significativa competição, enquanto o segundo caso se aproxima do monopólio. O índice Herfindahl para estas duas situações mostra de forma clara a falta de competição no segundo caso:
- Caso 1: índice Herfindahl = (0,152+0,152+0,152+0,152+0,152+0,152) + (0,012+0,012+0,012+0,012+0,012+0,012+0,012+0,012+0,012+0,012) = 0,136 (13,6%)
- Caso 2: índice Herfindahl = 0,802 + 5 x 0,022 + 10 x 0,012 = 0,643 (64,3%)

Estes dados resultam do facto de as quotas de mercado serem elevadas ao quadrado antes de serem somadas, dando um peso adicional às empresas com maior dimensão.
O índice implica obter as quotas de mercado dos respectivos competidores, elevá-las ao quadrado e somar o conjunto. Se o valor resultante está acima de um certo nível, então os economistas consideram que existe uma elevada concentração no mercado. Por exemplo, nos EUA este nível está fixado em 0,25, enquanto na UE preferem focar o nível de variação, havendo, por exemplo, preocupação quando o índice aumenta 0,025 se antes já apresentava uma concentração de 0,1. Como exemplo, se no mercado X a empresa B (com 10% de quota de mercado) compra o capital da empresa C (que detém também 10% do mercado), então a concentração de mercado fará com que o índice pule para 0,162. Neste caso, não seria relevante segundo a lei das fusões nos EUA (ficaria abaixo de 0,18), nem na EU (porque não existe uma variação acima de 0,025).

## Problemas
A utilidade deste indicador para detectar e impedir monopólios prejudiciais, contudo, está directamente dependente de uma adequada definição de um determinado mercado (que se articula desde logo com a noção de substitutabilidade).
- Por exemplo, se uma hipotética indústria de serviços financeiros está a ser analisada no seu conjunto, e se conclui que é composta de 6 empresas principais com 15% de quota de mercado cada uma, então esse sector financeiro não pareceria monopolisado. Contudo, uma das empresas tem 90% dos saldos das contas à ordem e a prazo e das agências físicas (e cobra elevadas comissões por causa do seu monopólio), e as outras fazem fundamentalmente banca comercial e de investimento. Neste cenário, as pessoas sofreriam devido ao domínio de mercado por parte de uma empresa; o mercado não está convenientemente definido porque as contas de depósito à ordem não são substituíveis por banca comercial e de investmento. Os problemas com a definição de um mercado também ocorrem de outra forma. Tomando um outro exemplo, um cinema pode ter 90% do mercado de filmes, mas se as salas de cinema competem com lojas de video, pubs e nightclubs, então é pouco provável que as pessoas sofram com o domínio de mercado.

- Outro problema típico na definição do mercado é a escolha do âmbito geográfico. Por exemplo, as empresas podem ter 20% de quota de mercada cada uma, mas ocupar cinco áreas do país em que se são vendedoras monopolistas e, portanto, não competem umas com as outras. Um prestador de serviços ou fabricante numa cidade não é necessariamente substituível por um provedor de serviços ou fabricante de outra cidade, dependendo do facto de ser local a sua importância para a actividade - por exemplo, os serviços de telemarketing têm um âmbito bastante alargado, enquanto que os serviços de conserto de sapatos têm um âmbito local.

## Aplicação na gestão de uma carteira de títulos
O índice Herfindahl é também um indicador amplamente usado para avaliar a concentração económica. Na teoria da carteira de investimentos, o índice Herfindahl está relacionado com o número efectivo de posições detidas numa carteira. Mais precisamente, este número é Neff = 1/H, onde H é calculado como a soma dos quadrados da proporção do valor de mercado investido em cada título. Um reduzido índice H implica uma carteira muito diversificada. Como exemplo, uma carteira com H = 0,01 é equivalente a uma carteira com Neff=100 posições de igual peso. O índice H tem-se revelado como uma das mais eficientes medidas da diversificação de carteiras de títulos.

## Decomposição
Para se verificar o reflexo da assimetria do poder de mercado no valor do índice, e considerando que N empresas partilham a totalidade do mercado, o índice pode ser expresso da seguinte forma:
{\displaystyle H={\frac {1}{N}}+NV}, em que N é o número de empresas, como anteriormente, e V é a variância estatística das quotas das empresas, definida como    {\displaystyle V={\frac {\sum _{i=1}^{N}\left(q_{i}-1/N\right)^{2}}{N}}}.
Se todas as empresas têm quotas iguais (idênticas) (isto é, se a estrutura de mercado é completamente simétrica, caso em que qi = 1/N para todas i), então V é igual a zero e H é igual a 1/N.
Se o número de empresas no mercado se mantém constante, então uma maior variância devido a maior nível de assimetria nas quotas das empresas (isto é, uma maior dispersão de quotas) resultará num maior valor do índice. Veja-se Brown e Warren-Boulton (1988), e também Warren-Boulton (1990).

## Leituras adicionais
- Capozza, Dennis R.; Lee, Sohan (1996). «Portfolio Characteristics and Net Asset Values in REITs». Blackwell Publishing. The Canadian Journal of Economics. 29 (Special Issue: Part 2): S520–S526. JSTOR 136100. doi:10.2307/136100
- Hirschman, Albert O. (1964). «The Paternity of an Index». American Economic Association. The American Economic Review. 54 (5). 761 páginas. JSTOR 1818582
- Kwoka, John E., Jr. (1977). «Large Firm Dominance and Price-Cost Margins in Manufacturing Industries». Southern Economic Association. Southern Economic Journal. 44 (1): 183–189. JSTOR 1057315. doi:10.2307/1057315